# Moomba

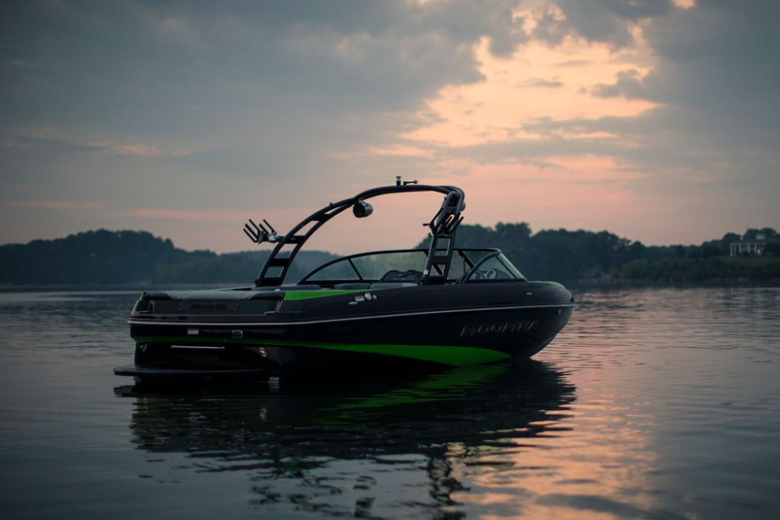
Moomba Mojo

Moomba is een merk van sportboten uit de Verenigde Staten, vooral bedoeld om te wakeboarden, waterskiën en wakesurfen.
Door minder snufjes en accessoires te gebruiken dan concurrerende merken zoals Mastercraft, ligt de prijs van Moomba boten iets lager dan deze van de meeste concurrenten. De focus bij Moomba wordt net zoals bij andere merken van wakeboardboten gelegd op het aanmaken van een zo groot mogelijke hekgolf, ook wel de wake genoemd. 
Een grote hekgolf is nodig voor hoge sprongen bij het wakeboarden en het mogelijk maken om te wakesurfen. Grotere hekgolven worden meestal verkregen door extra ballast toe te voegen achteraan in de boot, meestal zijn dit zakken of bidons op te vullen met water. Typische wakeboard boten hebben ook een tower, dit is de constructie die ervoor zorgt dat het skikoord hoger aan de boot vast hangt waardoor de wakeboarder hoger kan springen.
Moomba boten worden geproduceerd in Maryville, Tennessee. Het merk Moomba bestaat sinds 1989 en is een onderdeel van het bedrijf Skier's Choice dat ook boten van het merk Supra maakt.
Naast Moomba en Supra zijn ook Mastercraft, Nautique, Tigé, Axis, Centurion en Gekko bekende merken van wakeboardboten.